# Tirà emplomallat de doble ratlla
El tirà emplomallat de doble ratlla (Lophotriccus vitiosus) és un ocell de la família dels tirànids (Tyrannidae).

## Hàbitat i distribució
Viu entre la malesa del bosc, localment a les terres baixes al sud-est de Colòmbia, Guaiana, est de l'Equador, nord-est del Perú i nord-oest i nord-est del Brasil. Oest de l'Amazònia de Brasil.